# Muzeum Pisanek w Kołomyi
Muzeum Pisanek w Kołomyi – muzeum z kolekcją pisanek z całego świata, zlokalizowane w Kołomyi, na Ukrainie. Muzeum jest oddziałem Muzeum Sztuki Ludowej Huculszczyzny i Pokucia im. J. Kobrynskiego.

## Opis
Architektura obiektu – budynek w kształcie wielkiego jaja – zdradza z daleka wyposażenie wnętrza. Muzeum powstało w 2000 r. na fali przygotowań do kołomyjskiego festiwalu kultury huculskiej, który odbywa się w mieście, dość nieregularnie, ale za to z ogromnym rozmachem na międzynarodową skalę. Muzeum posiada bogate zbiory pisanek z całego świata. Prezentuje pisanki z wielu krajów, m.in. Chin, Izraela, Egiptu, Cejlonu, z Kenii. Polskie pisanki pochodzą z regionu łowickiego. W ekspozycji zaprezentowano pisanki robione różnymi technikami: malowane, wydrapywane, wyklejane, obszywane, haftowane, oblepiane. materiałem na pisanki może być wypreparowane jajo kurze, przepiórcze, gęsie, kacze, strusie, orle, a także obrobiony do owalnego kształtu kamień, drewno i szkło. Na terenie muzeum znajduje się kilkunastometrowa pisanka z drewna, w której wnętrzu mieści się część ekspozycji.

## Galeria

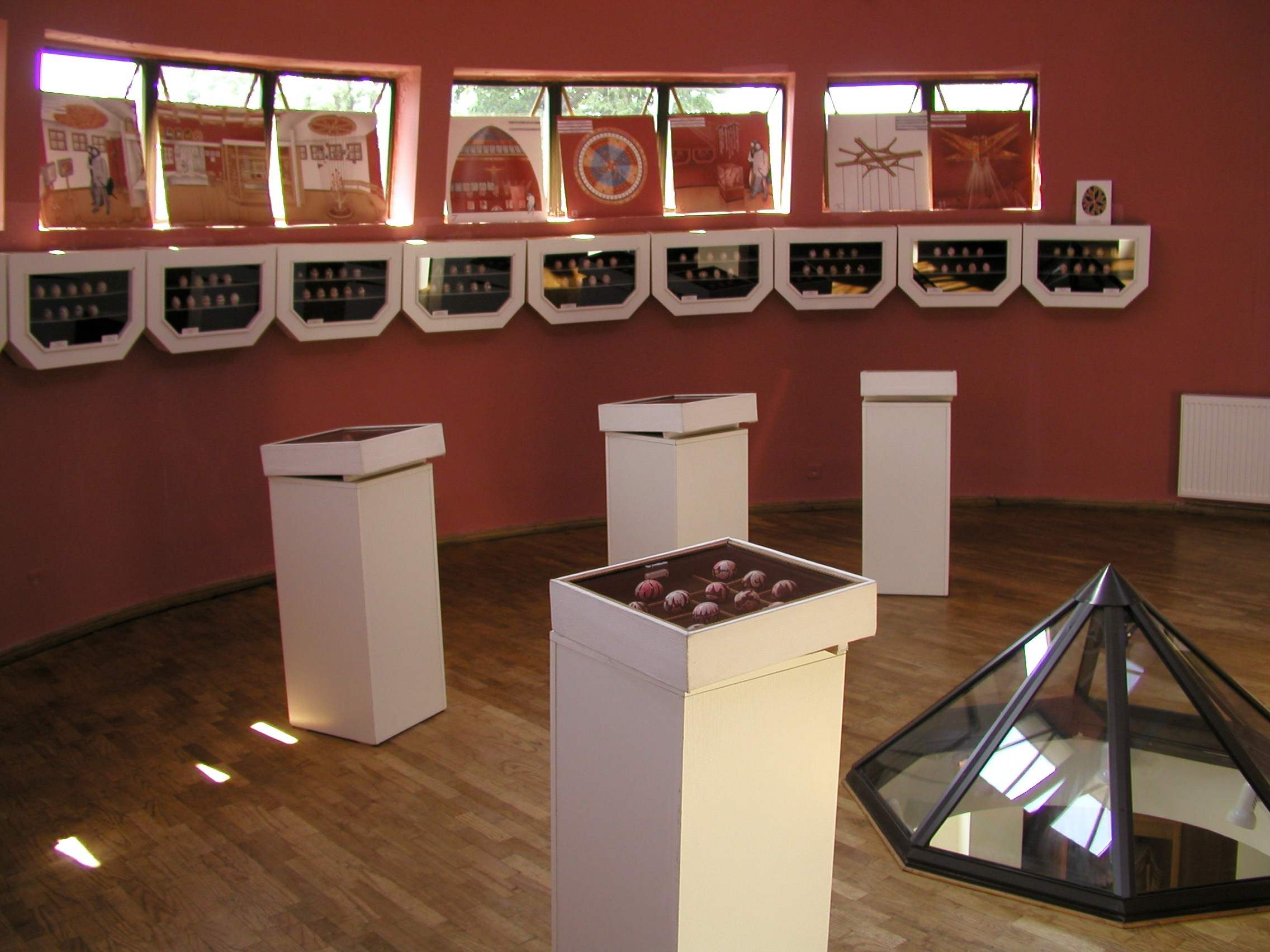
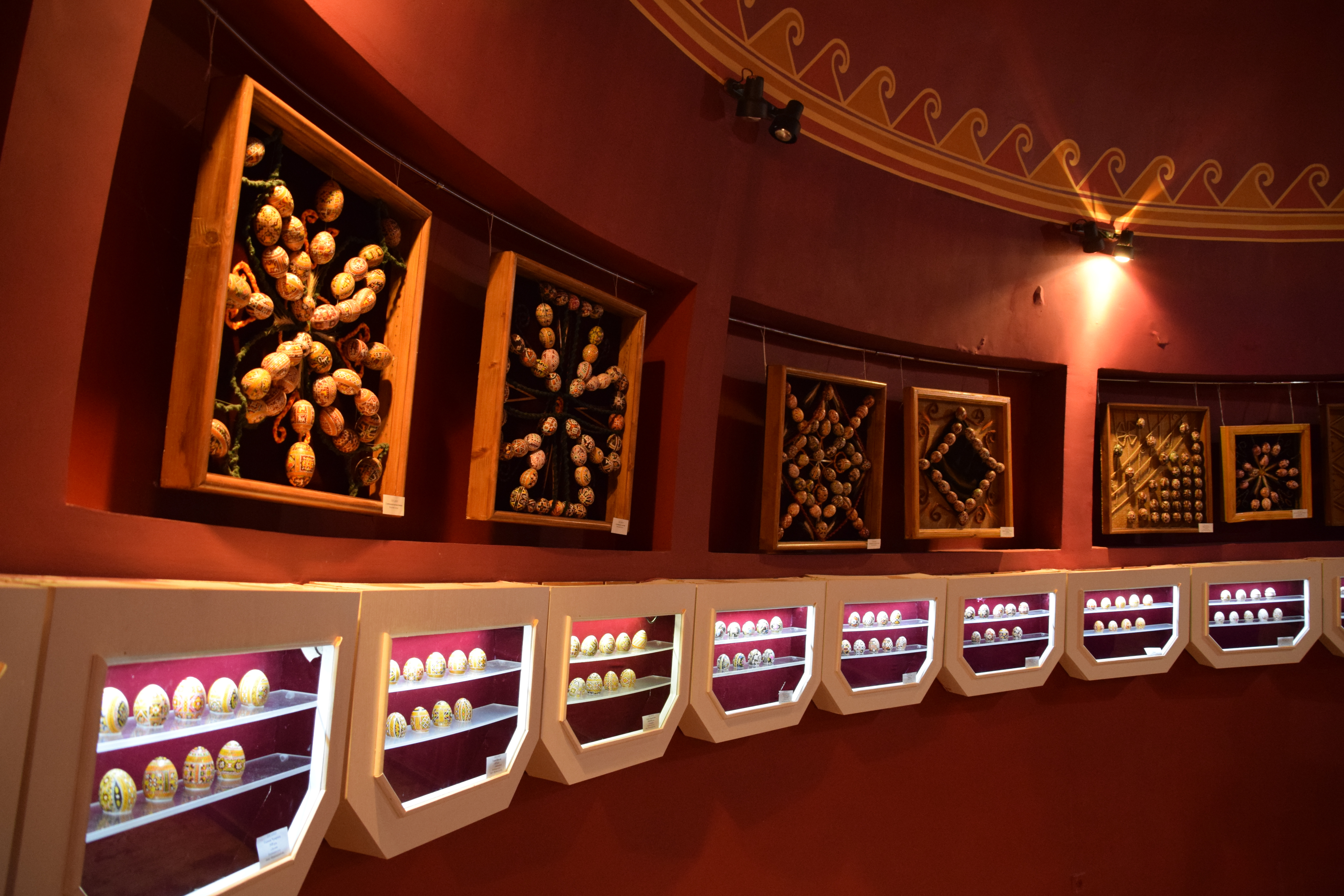
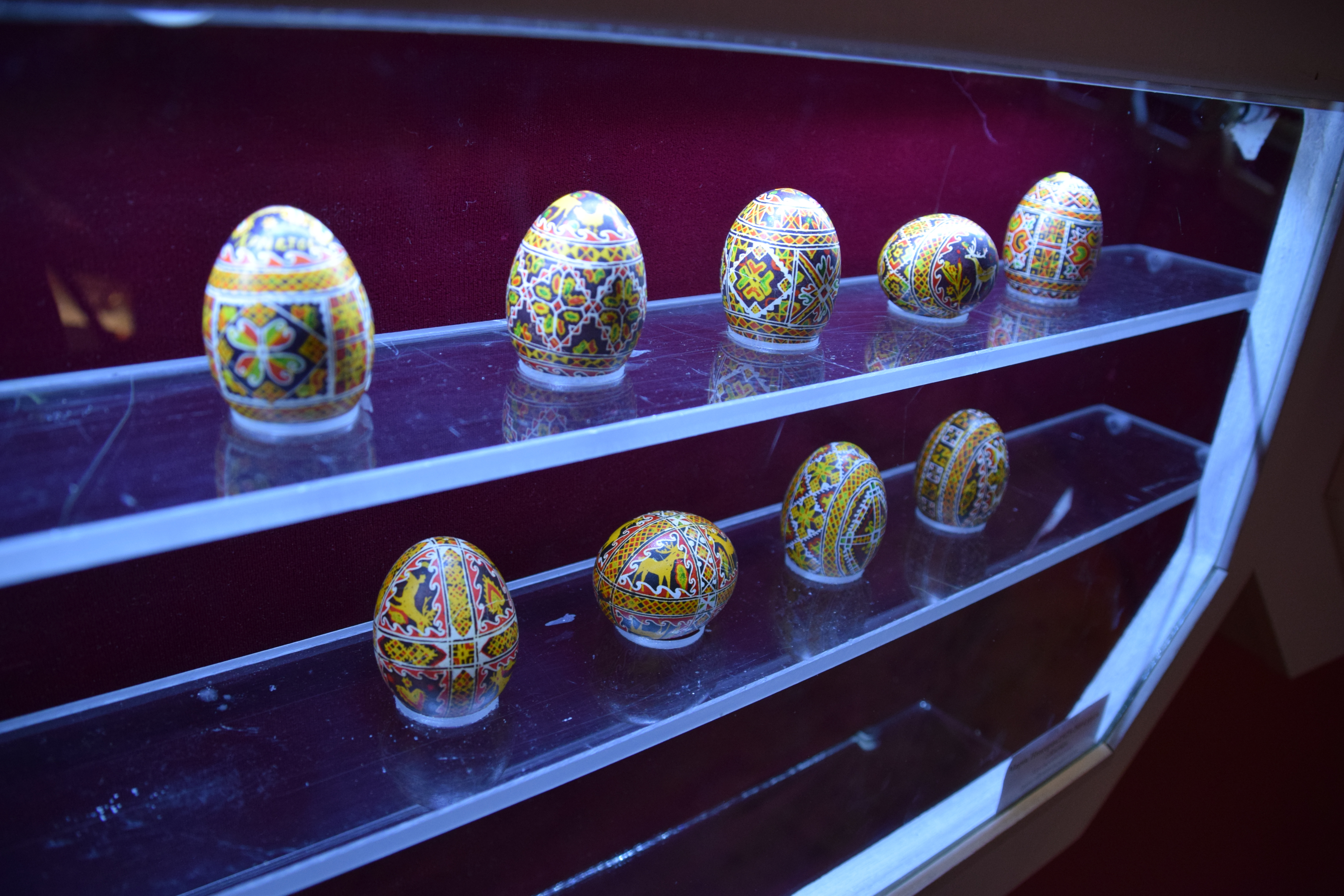
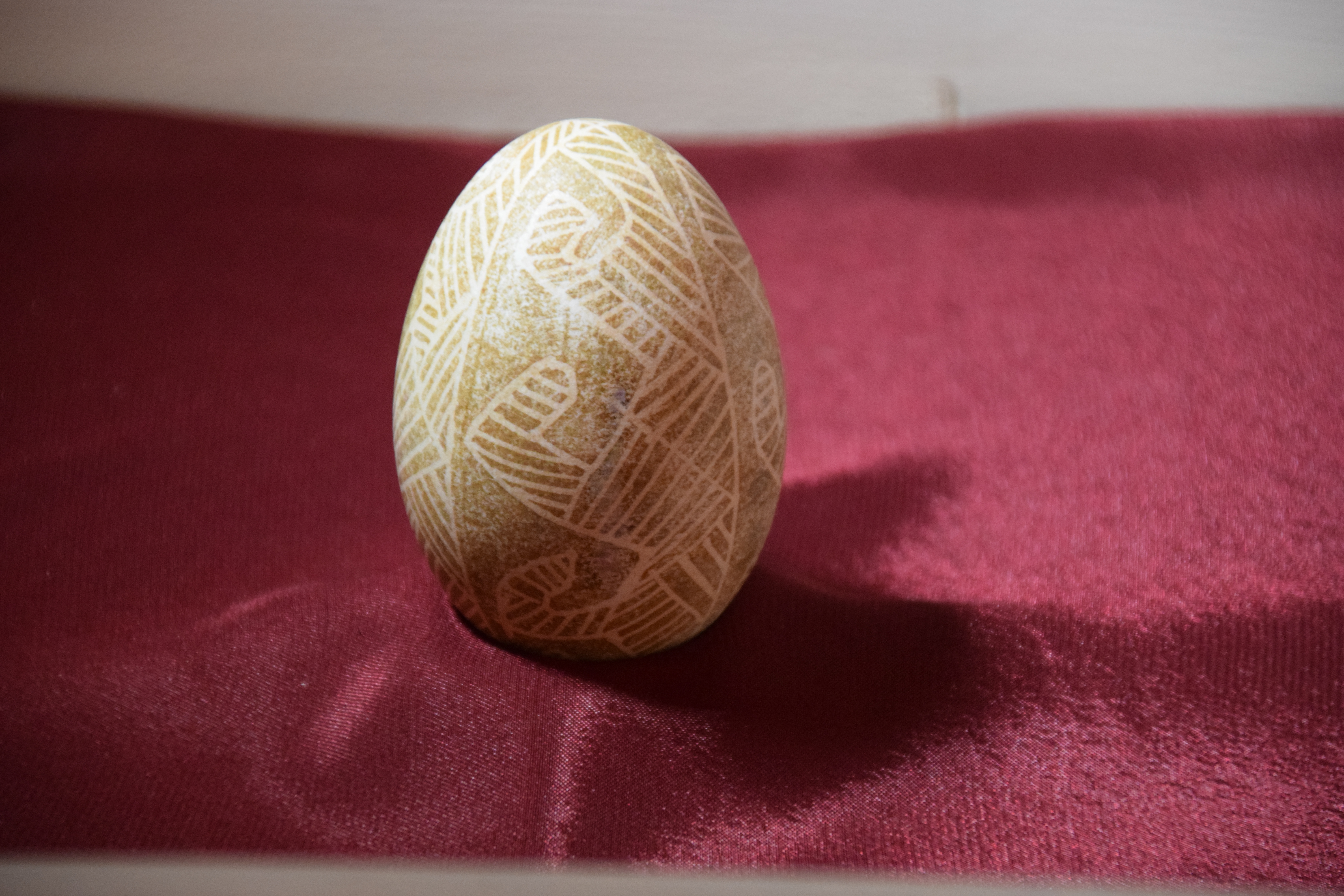
Kopia najstarszej pisanki na Ukrainie
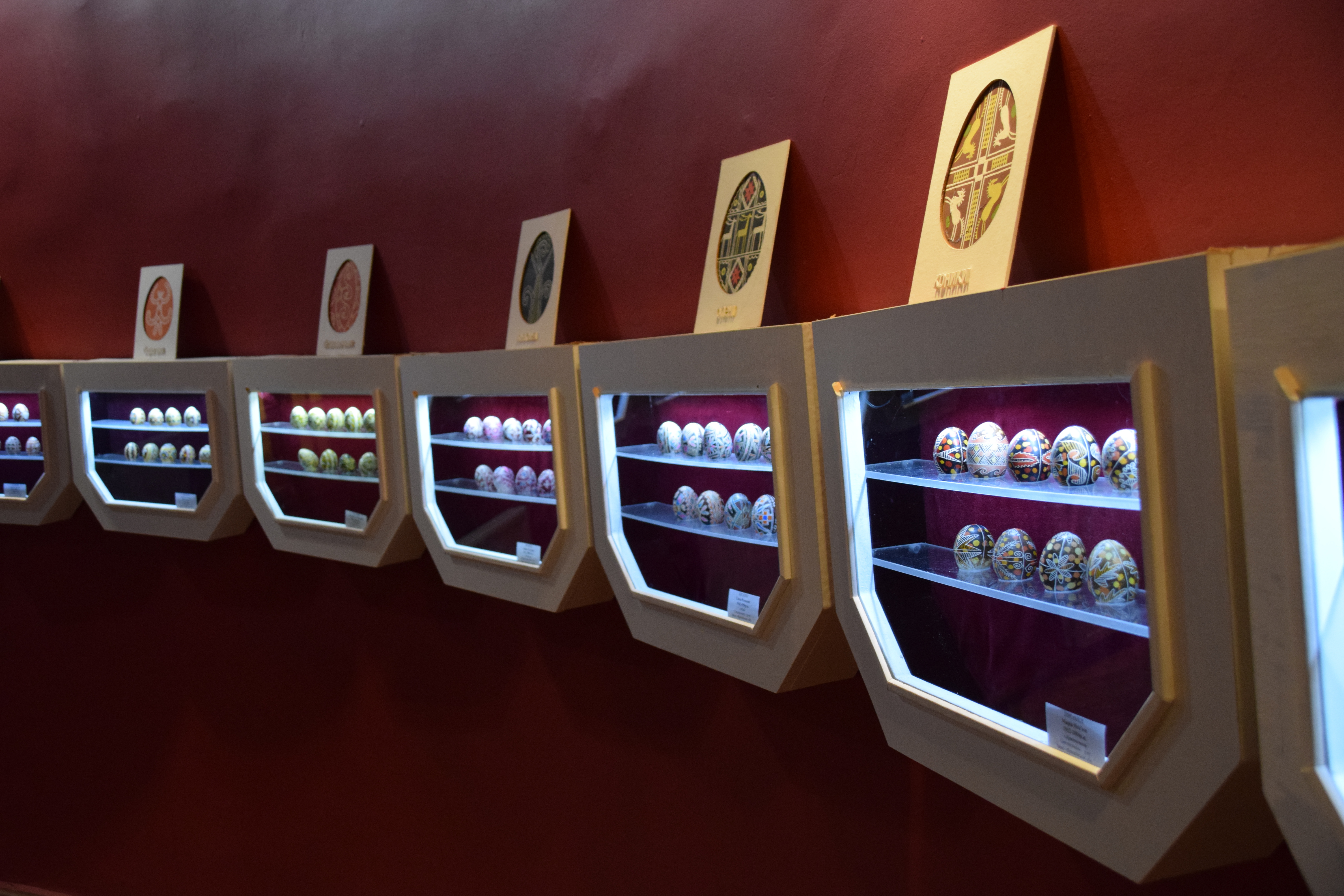
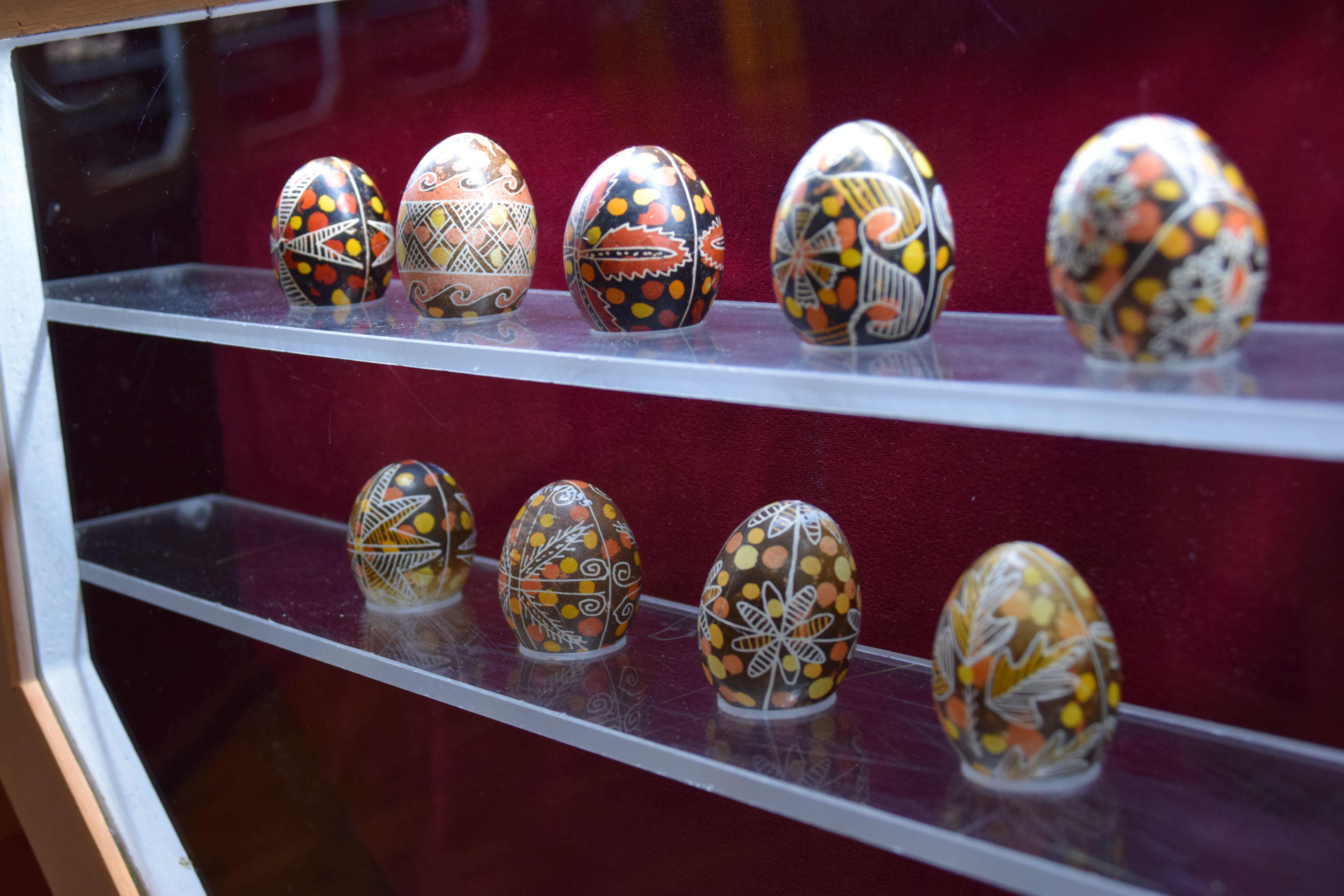
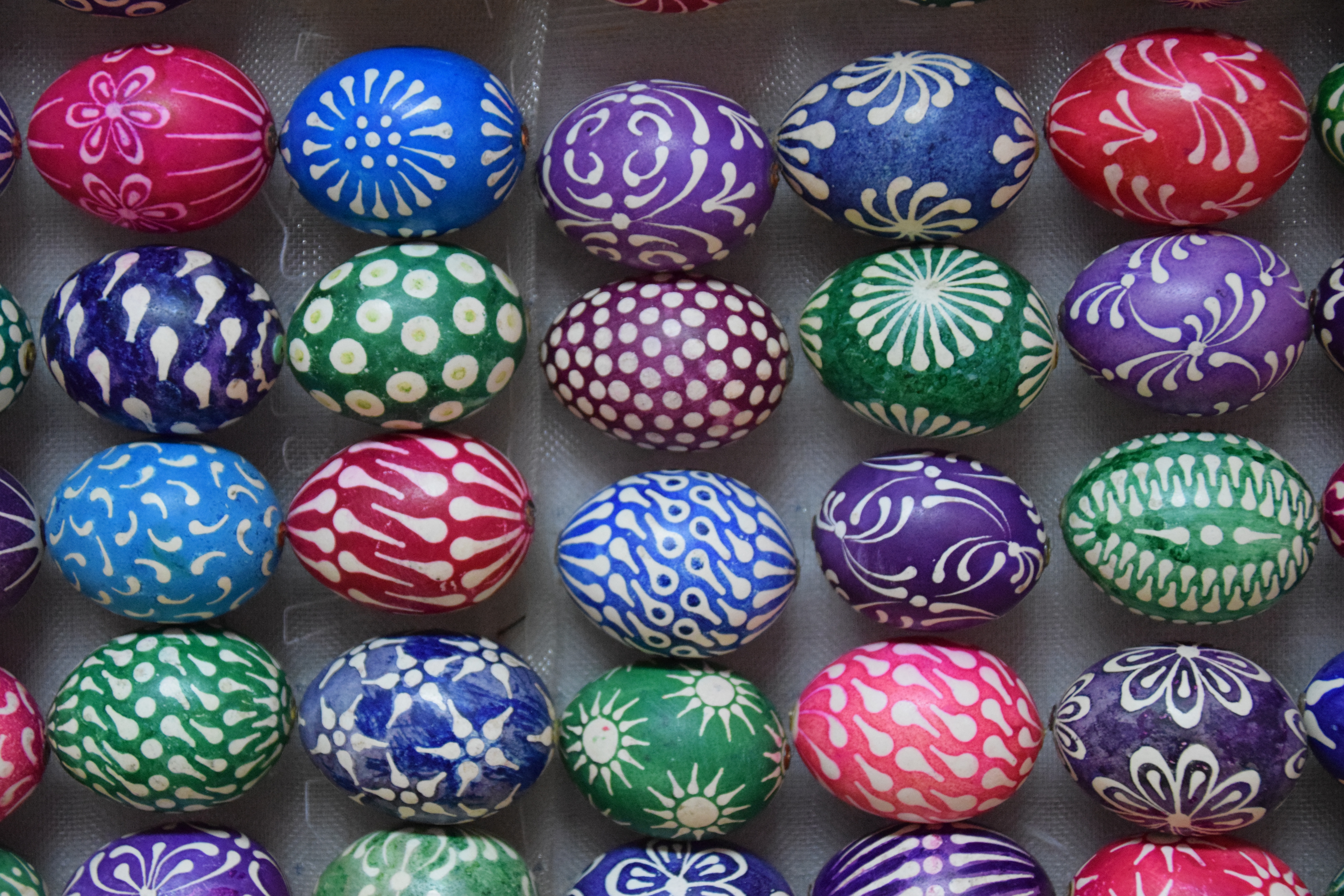
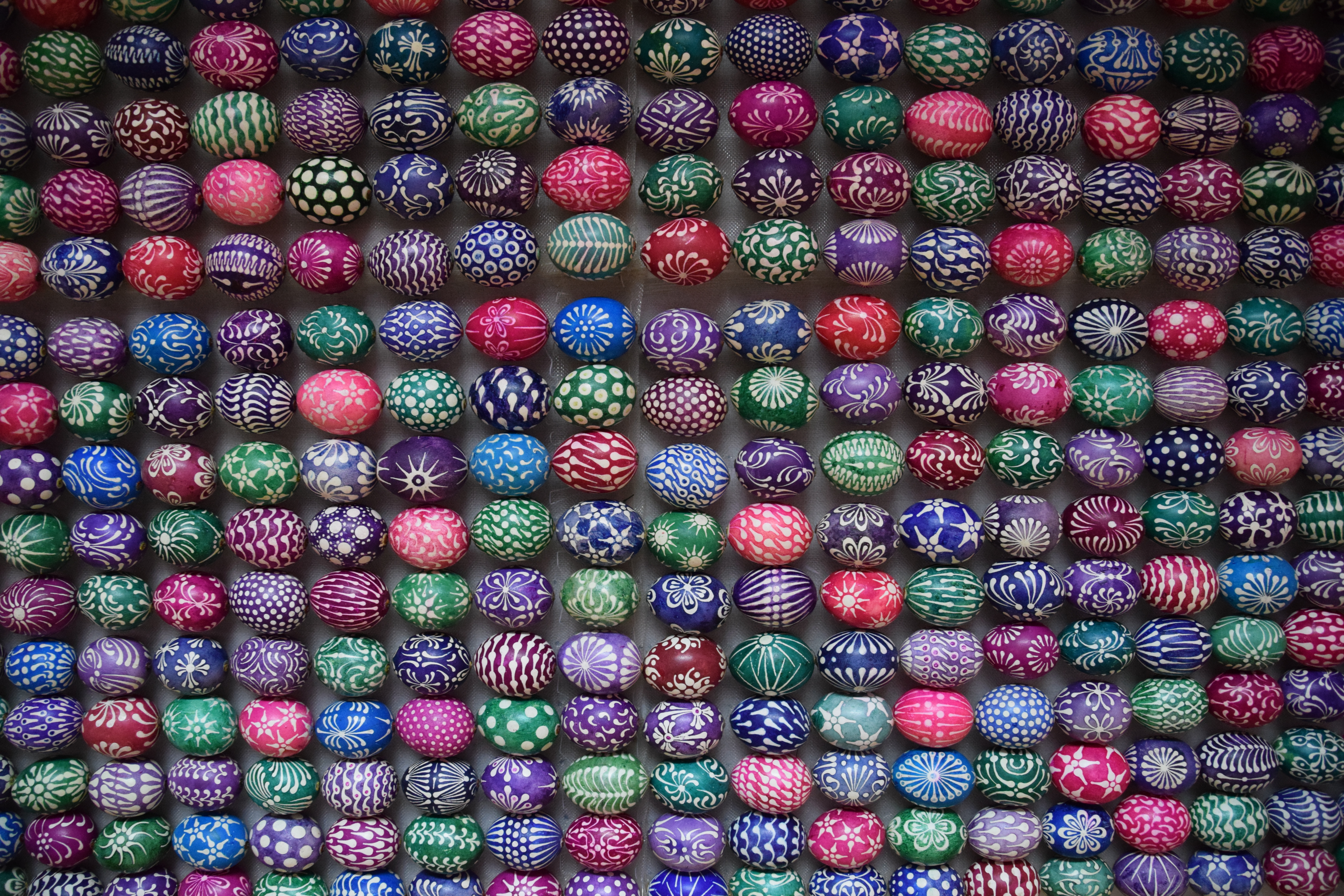
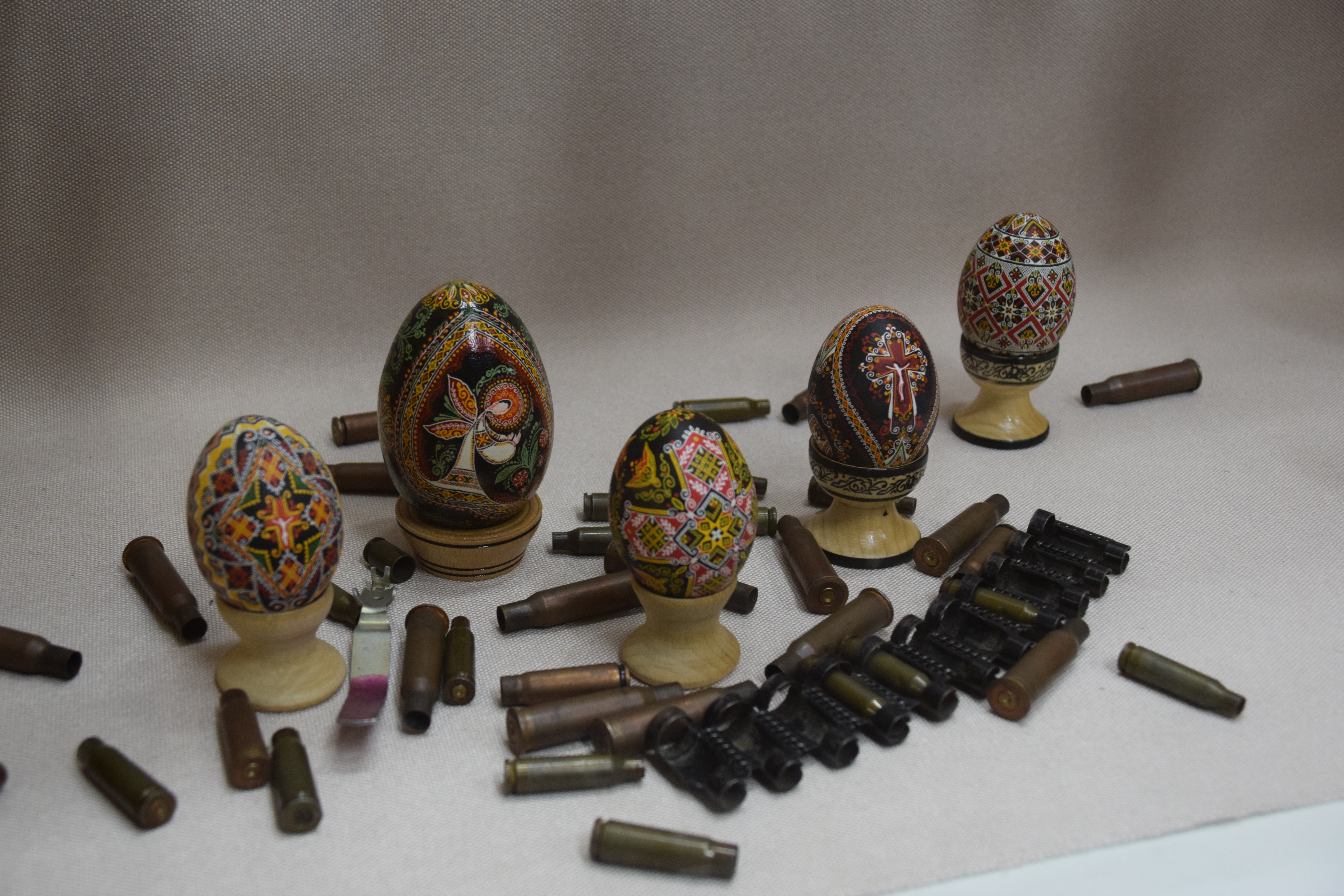
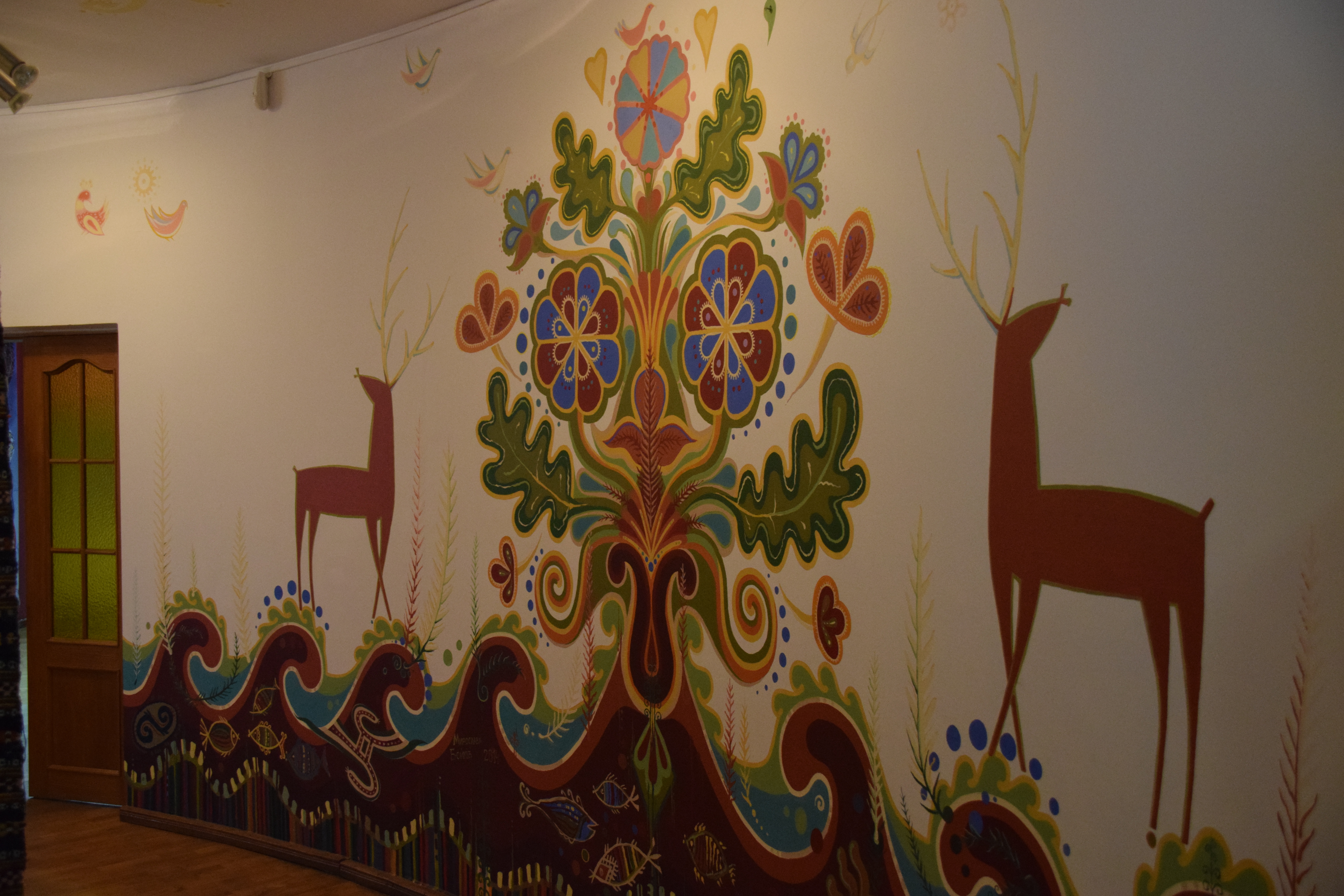
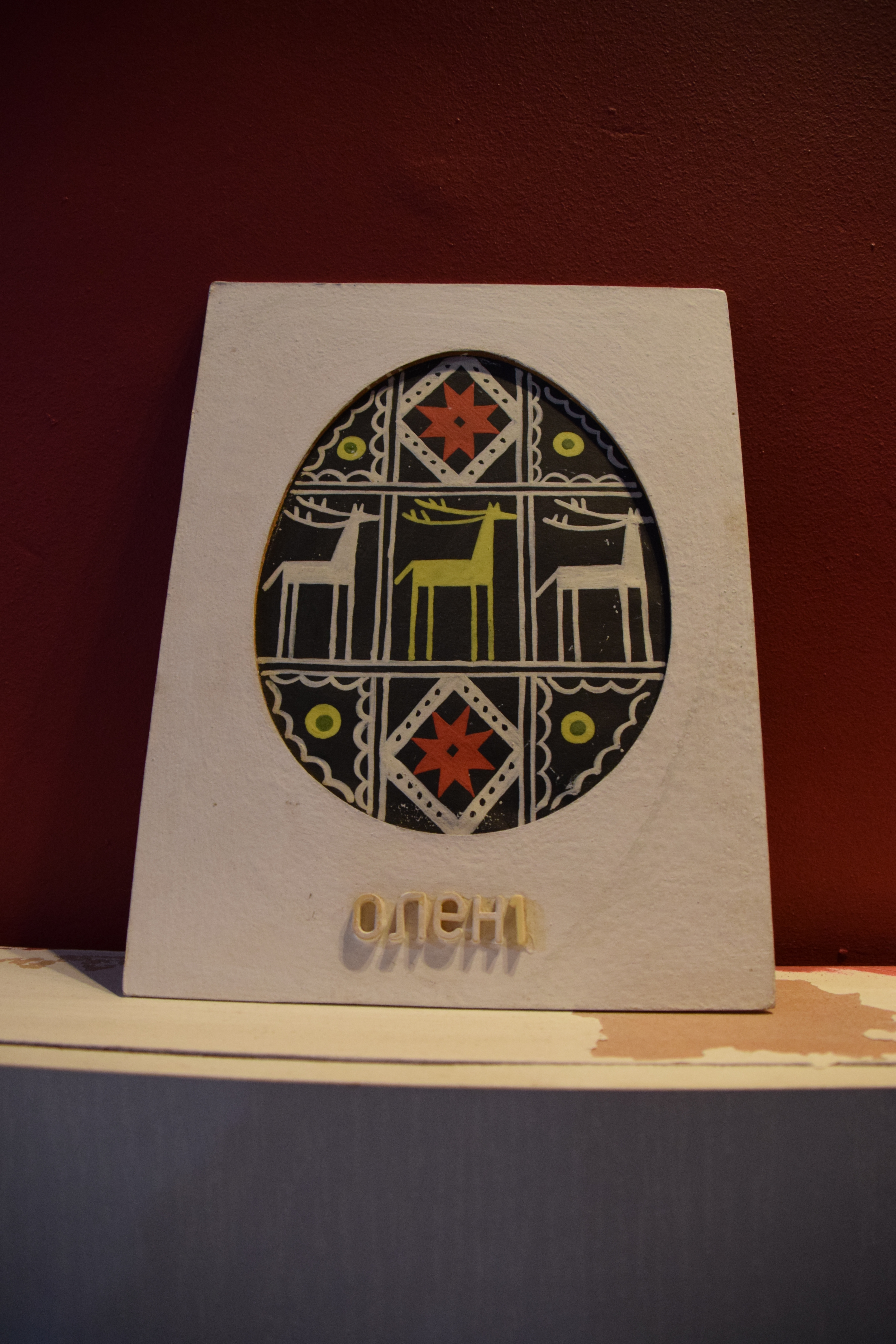
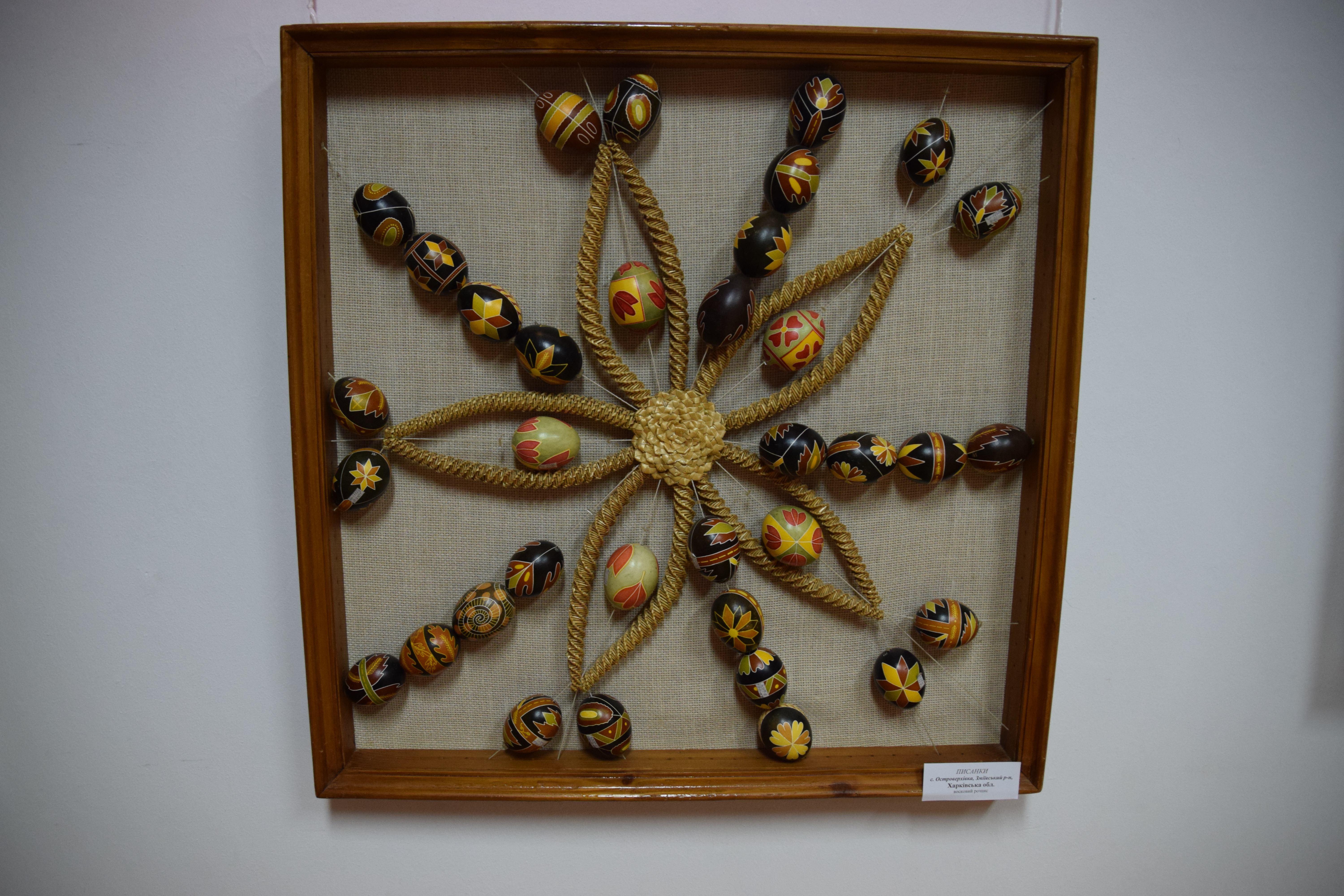
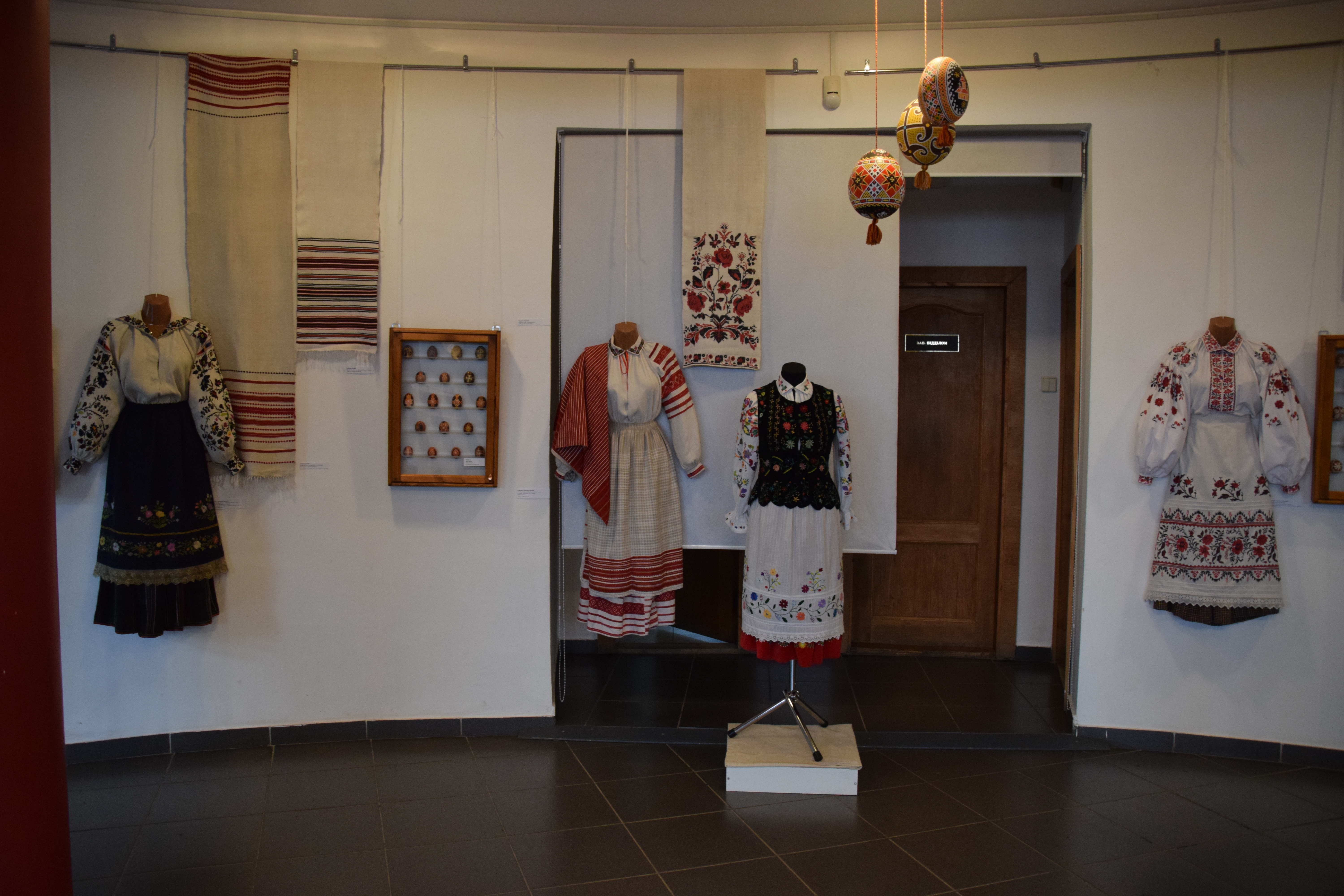